# Wire bonding

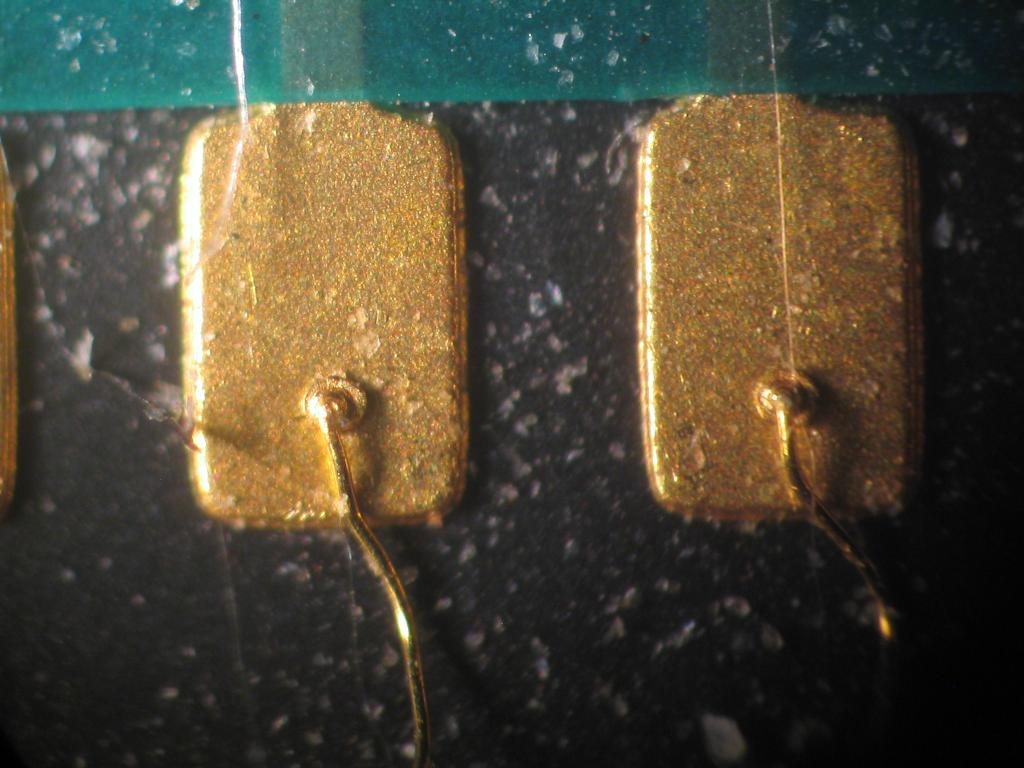
Fig.2 Vista microscòpica del Wire bonding

Wire bonding és un procés d'interconnexió entre un circuit integrat o dispositiu semiconductor i el seu encapsulat, durant el procés de fabricació del dispositiu semiconductor. També es pot emprar per interconnectar d'altres variants com circuit integrat a PCB o PCB a PCB.

## Descripció
Materials utilitzats com a fil conductor :
- Alumini
- Coure
- Plata
- Or

El diàmetre de fil pot anar des de 15 micròmetres fins a centernars de micròmetres depenent del corrent elèctric a circular.
Principals mètodes de Wire bonding :
- Ball bonding
- Wedge bonding
- Compliant bonding